# Strzelce Krajeńskie
Pour les articles homonymes, voir Strzelce Krajeńskie.
Strzelce Krajeńskie (prononciation : [ˈstʂɛlt͡sɛ kraˈjɛɲskʲɛ], en allemand Friedeberg) est une ville de Pologne qui compte 10 149 habitants (au 30 juin 2007).
Elle est le chef-lieu d’un district (powiat) appelée Powiat de Strzelce-Drezdenko et d'une gmina appelée gmina de Strzelce Krajeńskie et fait partie de la voïvodie de Lubusz.
Elle se situe à environ 28 kilomètres au nord-est de Gorzów Wielkopolski (capitale de la voïvodie) et 140 kilomètres au nord-de Zielona Góra (siège de la diétine régionale).

## Situation géographique
Strzelce Krajeńskie est située au nord-est de la voïvodie de Lubusz, à la frontière entre les hautes terres de Poméranie et la vallée de la Noteć. Le relief de la région a été sculpté lors des dernières glaciations.
La ville se trouve dans une région ayant des sols de qualité sur lesquels l’agriculture est très développée. Elle est traversée par la route internationale allant de Berlin à Kaliningrad via Kostrzyn, Gorzów Wielkopolski et Gdańsk. Elle est également reliée à la ligne ferroviaire Kostrzyn-Tczew.

## Histoire
Les fouilles archéologiques indiquent que le site de la ville est déjà occupé aux VIIIe et IXe siècles. Jusqu’au XIIIe siècle, le village appartient aux ducs de Grande-Pologne. Dans la seconde partie du XIIIe siècle, le Brandebourg s’en empare et l’annexe à la Nouvelle Marche. Le nom de Strzelce Krajeńskie est cité pour la première fois dans la Chronique de Grande Pologne en 1272, quand Przemysl II incendie le château de la localité, qui avait été bâti par le margrave du Brandebourg. Conrad Ier de Brandebourg reconstruit à la place une ville qui est une véritable place forte. Elle est mentionnée pour la première fois en 1286 sous le nom de Frideberg. Des murs d’une longueur de 1 640 mètres et d’une hauteur de 6 m sont érigés autour de la ville. Le long de ceux-ci se trouvent 38 tours de garde et deux portes permettent d’accéder à la ville. Celle-ci se développe et devient un centre de services et d’artisanat très important.
De 1402 à 1454, la ville est aux mains des Chevaliers Teutoniques. En 1529, elle est un des centres de la Réforme. De nombreux Juifs s’installent à Strzelce Krajeńskie. Incendies, épidémies et guerres provoquent un important déclin.
La ville connaît un nouvel essor économique à partir de la fin du XVIIIe siècle avec la création de nombreuses entreprises et le développement du commerce.
Jusqu'en 1945, Friedeberg-en-Nouvelle-Marche est le chef-lieu de l'arrondissement de Friedeberg-en-Nouvelle-Marche dans le district de Francfort au sein de la province de Brandebourg.
Pendant la Seconde Guerre mondiale, les nationaux-socialistes aménagent un camp pour les Polonais astreints aux travaux forcés. Beaucoup sont exécutés. En 1945, la ville, détruite à 80 %, devient polonaise.
Après la Seconde Guerre mondiale, avec la mise en œuvre de la ligne Oder-Neisse, le village retourne à la République populaire de Pologne. La population d'origine allemande est expulsée et remplacée par des polonais.
De 1975 à 1998, le village appartenait administrativement à la voïvodie de Gorzów. Depuis 1999, il appartient administrativement à la voïvodie de Lubusz.

## Économie
La ville est un centre régional de services (administration, commerce, etc.).
C’est aussi un centre industriel :
- production de biocarburant à partir de betteraves
- production d’engrais
- production de machines
- industries agroalimentaires
- industrie du bois

## Jumelages
La ville a signé des jumelages ou des accords de coopération avec :
- Jammerbugt (Danemark)
- Angermünde (Allemagne)
- Tornesch (Allemagne) depuis le 12 juin 2002[1]

## Résidents notables
- Ernst von Petersdorff (1841-1903), général prussien
- Wilhelm Uhde (1874-1947), collectionneur d'art allemand
- Bruno Schulz (de) (1865-1932), architecte allemand

## Monuments

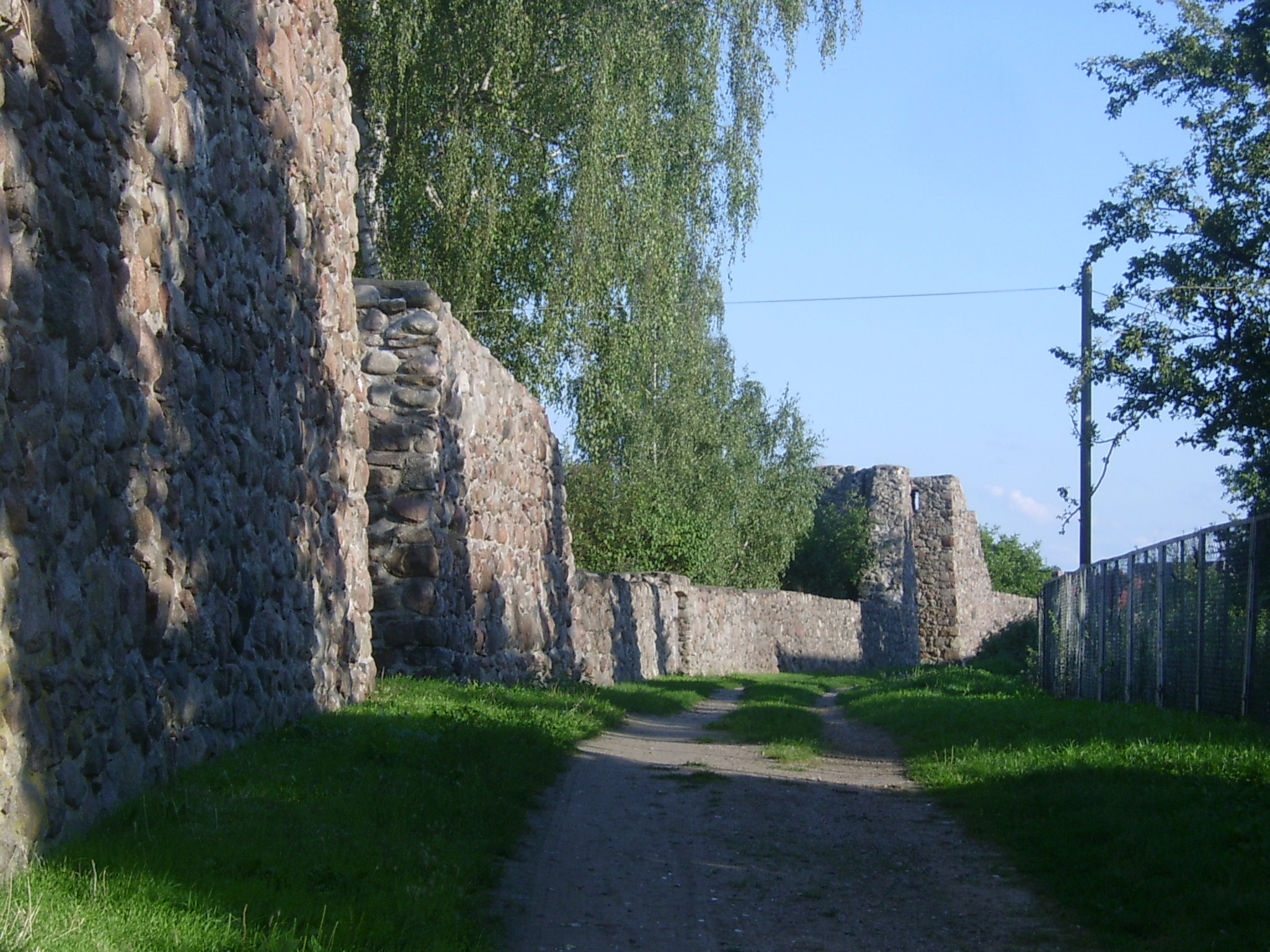
Vestiges des remparts du XIIIe siècle

- l’église mariale (fondée au XIIIe siècle, reconstruite au XVe siècle après avoir été incendiée par les Hussites, rénovée au XIXe siècle, détruite pendant la Seconde Guerre, reconstruite de 1971 à 1973)
- vestiges des remparts et de l’ancienne porte orientale
- l’ancienne bastide qui servait de prison
- l’hôtel de ville (XIXe siècle)